# Бурего Микола Степанович
Микола Степанович Бурего (20 січня 1930) — народний депутат України 1-го скликання.

## Біографія
Народився 20 січня 1930 року, в селі Новий Стародуб, Петрівський район, Кіровоградська область, УСРР в родині робітників. Освіта вища, Дніпропетровський гірничий інститут імені Артема, гірничий інженерно-шахтобудівельний; одружений, є дитина.
1946 — курсант військово-морського училища, служба в морській авіації Північного флоту.
1949 — електрослюсар шахти № 2 «Олександрійська», місто Олександрія, Кіровоградської області
1951 — студент Дніпропетровського гірничого інституту.
1956 — гірничий майстер, начальник дільниці ШСУ № 1, № 2, № 3.
1965 — головний інженер ШСУ № 3, заступник керівника, голови, інженерного тресту «Красно-армійськшахтобуд».
1974 — головний інженер комб. «Ворошиловград-шахтобуд».
1976 — начальник комбінату «Донецькшахтобуд».
Член КПРС з 1961 по 1991.
Висунутий кандидатом у народні депутати трудовим колективом Сніжнянської орендної швейної фабрики.
6 грудня 1992 року обраний народним депутатом України 1-го скликання (2-й тур — 62.5 %, 5 претендентів).
- Донецька область
- Сніжнянський виборчий округ № 142
- Дата прийняття депутатських повноважень: 14 грудня 1992 року.
- Дата припинення депутатських повноважень: 10 травня 1994 року.

Член Комісії ВР України з питань економічної реформи та управління народним господарством.
До груп, фракцій не входив.
Кандидат в народні депутати України XIII скликання Верховної Ради, висунутий трудовим колективом (1-й тур — 5.92 %, 4-е місце, 12 претендентів).
Нагороджений орденами Трудового Червоного Прапора, Жовтневої Революції, Дружби народів, медалями, Почесною грамотою Президії ВР УРСР, присвоєне почесне звання «Заслужений шахтар України».